# Cầy mangut nâu Ấn Độ
Herpestes fuscus là một loài động vật có vú trong họ Cầy mangut, bộ Ăn thịt. Loài này được Waterhouse mô tả năm 1838.
Cầy lỏn nâu Ấn Độ sinh sống tại Tây Nam Ấn Độ và Sri Lanka.

## Hình ảnh

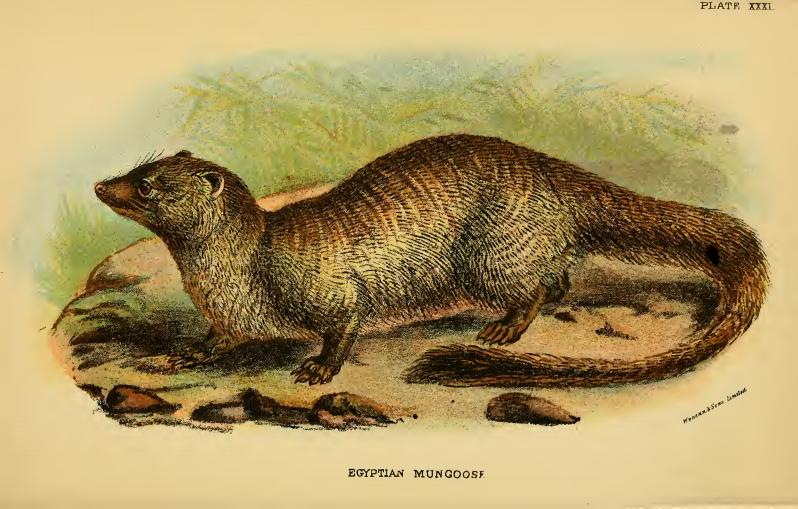
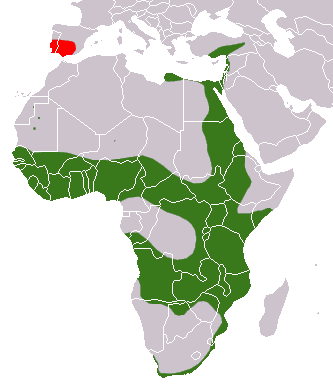
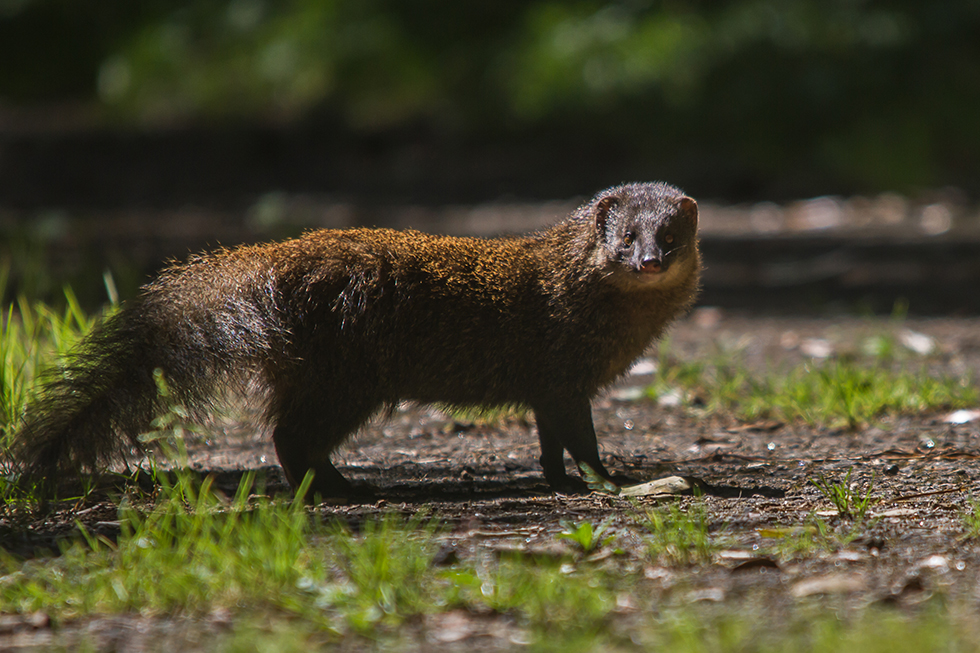
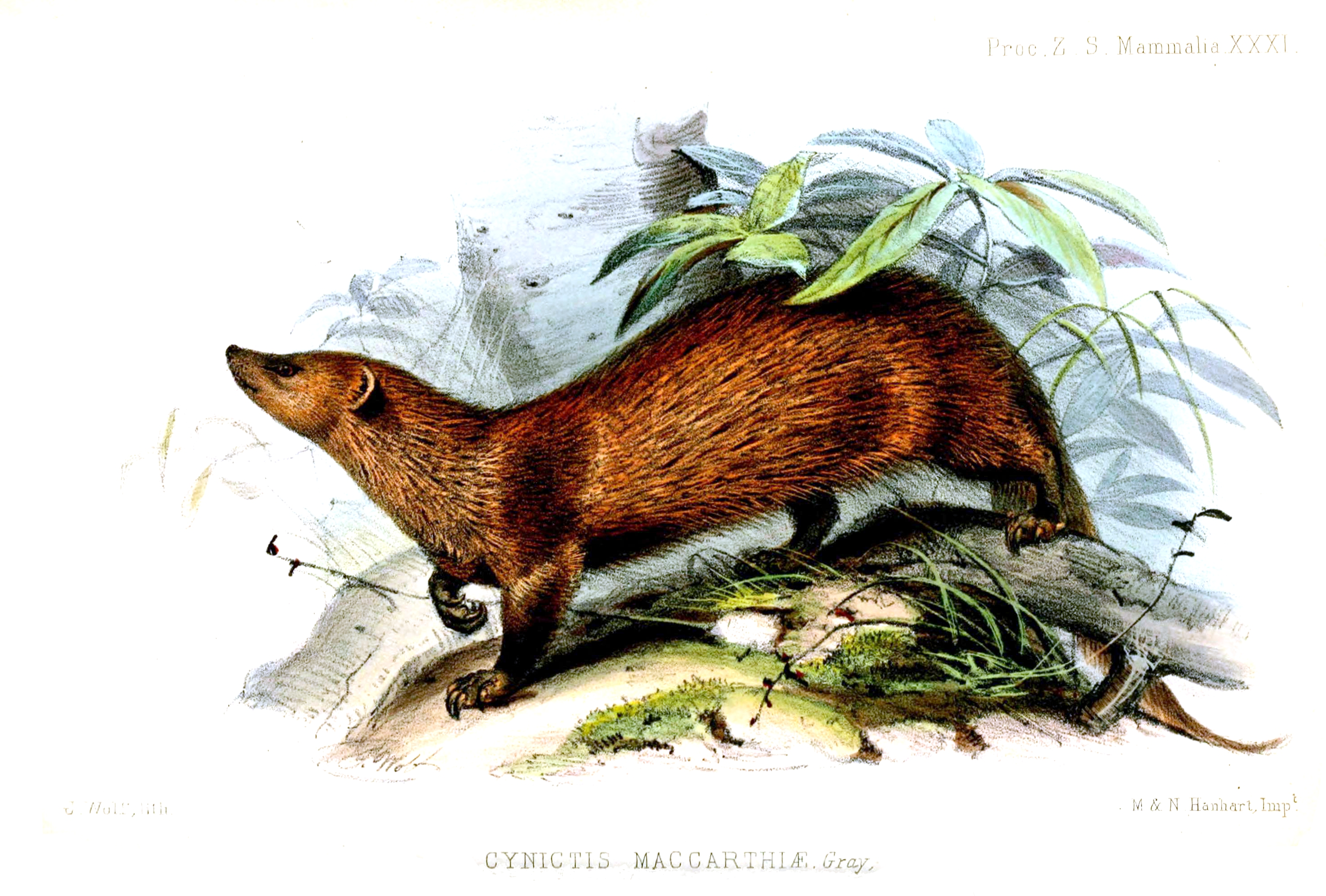